# Lequile
Lequile é uma comuna italiana da região da Puglia, província de Lecce, com cerca de 7.851 habitantes. Estende-se por uma área de 36 km², tendo uma densidade populacional de 218 hab/km². Faz fronteira com Copertino, Galatina, Lecce, Monteroni di Lecce, San Cesario di Lecce, San Donato di Lecce, San Pietro in Lama, Soleto.